# Орнитоптера тифон
Орнитоптера тифон (лат. Ornithoptera tithonus) — крупная дневная бабочка семейства Парусники. Видовое название дано в честь Тифона — в древнегреческой мифологии могущественный великан, порожденный Геей; олицетворение огненных сил земли.

## Описание

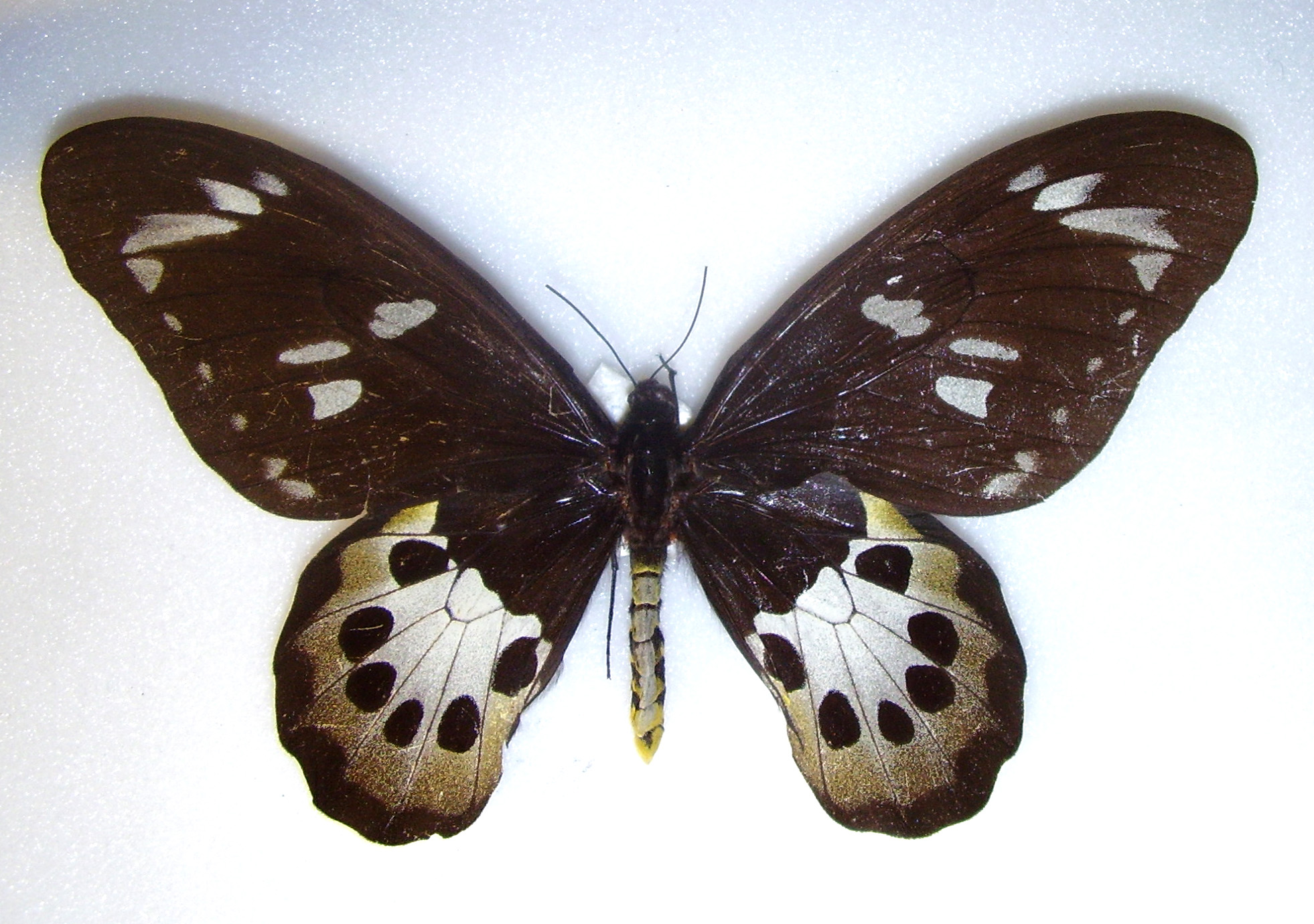
Самка

Размах крыльев самцов — до 14,5 см. Самок — до 19 см. Основной фон крыльев самца чёрный, с двумя золотистыми удлинёнными полями. Форма задних крыльев несколько угловатая, а сами крылья имеют ярко-жёлтый цвет и украшены чёрной каймой с тремя округлыми прикраевыми пятнами. Основной фон крыльев самок — от коричневого до чёрно-бурого. Узор передних крыльев представлен узкими светлые пятна, а на задних — чёрными округлыми пятнами между тёмными жилками.

## Ареал
Ириан-Джая и прилегающие острова — Вайгео, Мисол, Салавати.

## Местообитания
Горные склоны и долины.

## Подвиды
- Ornithoptera tithonus cytherea Kobayashi & Koiwaya, 1980
- Ornithoptera tithonus dominici Schäffler, 2001
- Ornithoptera tithonus makikoae Morita, 1998
- Ornithoptera tithonus misoolana Deslisle, 1985
- Ornithoptera tithonus misresiana Joicey & Noakes, 1916
- Ornithoptera tithonus waigeuensis Rothschild, 1897

## Замечания по охране
Занесен в перечень чешуекрылых, экспорт, реэкспорт и импорт которых регулируется в соответствии с Конвенцией о международной торговле видами дикой фауны и флоры, находящимися под угрозой исчезновения (СИТЕС).